# Astragalus pseudotataricus
Astragalus pseudotataricus — вид квіткових рослин з родини бобових (Fabaceae).

## Біоморфологічна характеристика
Трав'янистий сірий запушений багаторічник 10–25 см заввишки, з численними, тонкими, здерев'янілими біля основи стеблами. Листки непарноперистоскладні з 5–10 парами лінійних листочків розміром 10–12 × 1–2 мм. Квітки жовті, 22–25 мм завдовжки, зібрані в нещільні, 3–6-квіткові китиці. Біб вузький, прямий, завдовжки до 45 мм.

## Поширення
Поширення: пн.-зх. Казахстан, пд.-євр. Росія, Україна, Румунія, Туреччина.